# Side 2 Side
Side 2 Side è il terzo singolo del gruppo Southern rap statunitense Three 6 Mafia estratto dall'album Most Known Unknown.

## Informazioni
La canzone è stata pubblicata sia sotto versione originale (con i versi quindi di DJ Paul, Juicy J e Crunchy Black), che tra l'altro è anche quella presente nell'album, sia sotto versione remix, con i featuring di Project Pat e Bow Wow (qui vi sono anche DJ Paul e Juicy J, ma Crunchy Black è assente).
Inoltre, il gruppo ha cantato il brano durante il primo episodio della serie televisiva Studio 60 on the Sunset Strip, dal titolo Pilot.
"Side 2 Side" non ha debuttato all'interno della chart Billboard Hot 100, ma, come molte altre canzoni dei Three 6 Mafia, si è piazzata solo nella Hot R&B/Hip-Hop Songs, raggiungendo la posizione n.63.

## Remix
Sono disponibili tre remix del singolo:
- Side 2 Side (Remix 1) (Feat. Kanye West & Project Pat)
- Side 2 Side (Remix 2) (Feat. Bow Wow & Project Pat)[2][5]
- Side 2 Side (Extended Remix) (Feat. Kanye West, Bow Wow & Project Pat)

I remix in collaborazione con Kanye West e Bow Wow sono presenti nella seconda edizione di "Most Known Unknown", dal titolo "Most Known Unknown (Reissue)", che il gruppo pubblicò il 20 marzo 2006.

## Videoclip
Come già detto, la canzone è disponibile non solo nella sua versione originale, ma anche in quella remix. Di conseguenza, sono stati pubblicati videoclip per entrambe le versioni.
- Il videoclip della versione originale del brano è ambientato in un locale di spogliarelliste (Strip Club), ma non è stato molto trasmesso per via del suo contenuto esplicito.
- Il videoclip del remix è stato invece quello trasmesso di più. Mostra DJ Paul, Juicy J, Project Pat e Bow Wow rappare davanti a uno schermo verde ed include i cameo di Xzibit, Travis Barker e Lyfe Jennings. Contemporaneamente, vi sono brevi scene in cui abili ballerini eseguono moonwalk e mosse di break dance.

## Posizioni in classifica
| Chart (2006)                          | Posizione massima |
| ------------------------------------- | ----------------- |
| Billboard Hot R&B/Hip-Hop Songs (USA) | 63                |